# ATP Firenze 1984
L'ATP Firenze 1984 è stato un torneo di tennis giocato sulla terra rossa. È stata la 12ª edizione dell'ATP Firenze che fa parte del Volvo Grand Prix 1984. Si è giocato a Firenze in Italia dal 7 al 13 maggio 1984.

## Campioni

### Singolare
Francesco Cancellotti ha battuto in finale  Jimmy Brown con il punteggio di 6–3, 6–3

### Doppio
Mark Dickson /  Chip Hooper hanno battuto in finale  Bernard Mitton /  Butch Walts con il punteggio di 7–6, 4–6, 7–5